# Vojtech Christov
Vojtech Christov (Vranov nad Topľou, 16 marzo 1945) è un ex arbitro di calcio slovacco.

## Carriera
Laureato in economia a Bratislava, capace di parlare correntemente anche il tedesco e il russo, ha rappresentato la Federazione Calcio cecoslovacca a livello internazionale degnamente per oltre 15 anni.
Dopo aver superato il corso di abilitazione all'arbitraggio nel 1968, nel 1974 debutta nella prima divisione del proprio paese e nel 1976 viene promosso al rango di arbitro FIFA.
Il suo palmarès è notevole e lo inserisce nel novero degli arbitri più blasonati degli anni Ottanta.
Nel 1980, dopo aver diretto a Bruxelles la finale di Coppa delle Coppe tra Valencia e Arsenal, prende parte alle Olimpiadi di Mosca, dove gli viene assegnata Algeria-Siria.
Nel 1982 si verifica la prima partecipazione di Christov ai Mondiali di calcio, in Spagna, dove gli toccano la gara inaugurale del torneo tra Argentina e Belgio ed il ruolo di guardalinee nella finalissima del Santiago Bernabéu tra Italia e Germania Ovest (dove assiste il brasiliano Arnaldo César Coelho).
Nel 1983 arriva la seconda prestigiosa finale della carriera, ovvero quella di Supercoppa Europea tra Amburgo e Aberdeen.
Il 1984 è l'anno migliore, grazie alle prestazioni in occasione degli Europei di calcio in Francia, dove gli vengono affidate prima Germania Ovest-Spagna e poi la finale del Parco dei Principi tra Francia e Spagna.
Nel 1986 è protagonista, per la seconda volta, dei Mondiali di calcio, disputati in Messico, dove dirige un solo incontro, Germania Ovest-Uruguay.
Successivamente, conosce un progressivo declino sul piano del rendimento, che lo avrebbe relegato piuttosto ai margini dei palcoscenici internazionali più importanti, prima del finale di carriera avvenuto nel 1992, a 47 anni, per raggiunti limiti d'età.
Vanta anche la direzione in tre semifinali di Coppa dei Campioni (nel 1980, 1981 e 1986) ed in una semifinale di Coppa delle Coppe (nel 1985).
Nel 1994 la FIFA gli conferisce inoltre il prestigioso FIFA Special Award.